# Pietro Baratta
Pietro Baratta (Carrara, 28 gennaio 1668 – Carrara, 2 febbraio 1729) è stato uno scultore italiano del periodo barocco, attivo a Venezia dalla seconda metà del XVII secolo fino ai primi del XVIII secolo.

## Biografia
Nato a Carrara, ha lavorato a Venezia e Udine, alle ville della terraferma e come architetto del paesaggio.
Era il nipote dello scultore Francesco Baratta il Vecchio (1590-1666), che aveva lavorato a Roma nello studio di Lorenzo Bernini. Anche i suoi due fratelli, Francesco e Giovanni, furono scultori.
Aveva il proprio laboratorio nel quale molti apprendisti, tra cui lo scultore Francesco Robba, fecero il loro tirocinio. Giunse a Venezia nel 1693 e dopo un apprendistato di breve durata presso Francesco Cabianca entrò nella bottega di Giovanni Toschini che gli cedette la bottega per trasferirsi a Forlì.
Ebbe anche molti ordini dall'estero. 
Per i giardini barocchi di San Pietroburgo Pietro Baratta e la sua bottega eseguirono una serie di sculture allegoriche, molte delle quali si sono conservate, tra le quali una scultura di Andromeda, un'Allegoria dell'Architettura e dei busti decorativi tra cui l'Allegoria dell'inverno, l'Allegoria della Primavera e altri.

## Opere
È l'autore delle sculture della facciata della Cappella di Villa Manin a Passariano di Codroipo (Udine) tra cui le statue dei quattro Evangelisti e la Madonna col Bambino.
A Pietro Baratta sono altresì attribuite cinque statue raffiguranti San Rocco, Sant'Antonio abate, la Beata Vergine del Rosario, San Matteo e San Giovanni Battista sulla facciata della Chiesa parrocchiale di Santa Maria a Villa Vicentina (UD), eretta tra il 1660 e il 1680 sull'area di un precedente edificio.
Pietro Baratta ha anche realizzato una statua di Sant'Ignazio di Loyola, che egli rappresenta con un'espressione contemplativa mentre tiene in mano la Bibbia aperta, per la chiesa di Santa Maria Assunta di Venezia.
Del 1714 è la statua marmorea raffigurante San Paolo, posta sull'altare maggiore della chiesa arcipretale di Santa Maria Assunta a Loreo, in Polesine.

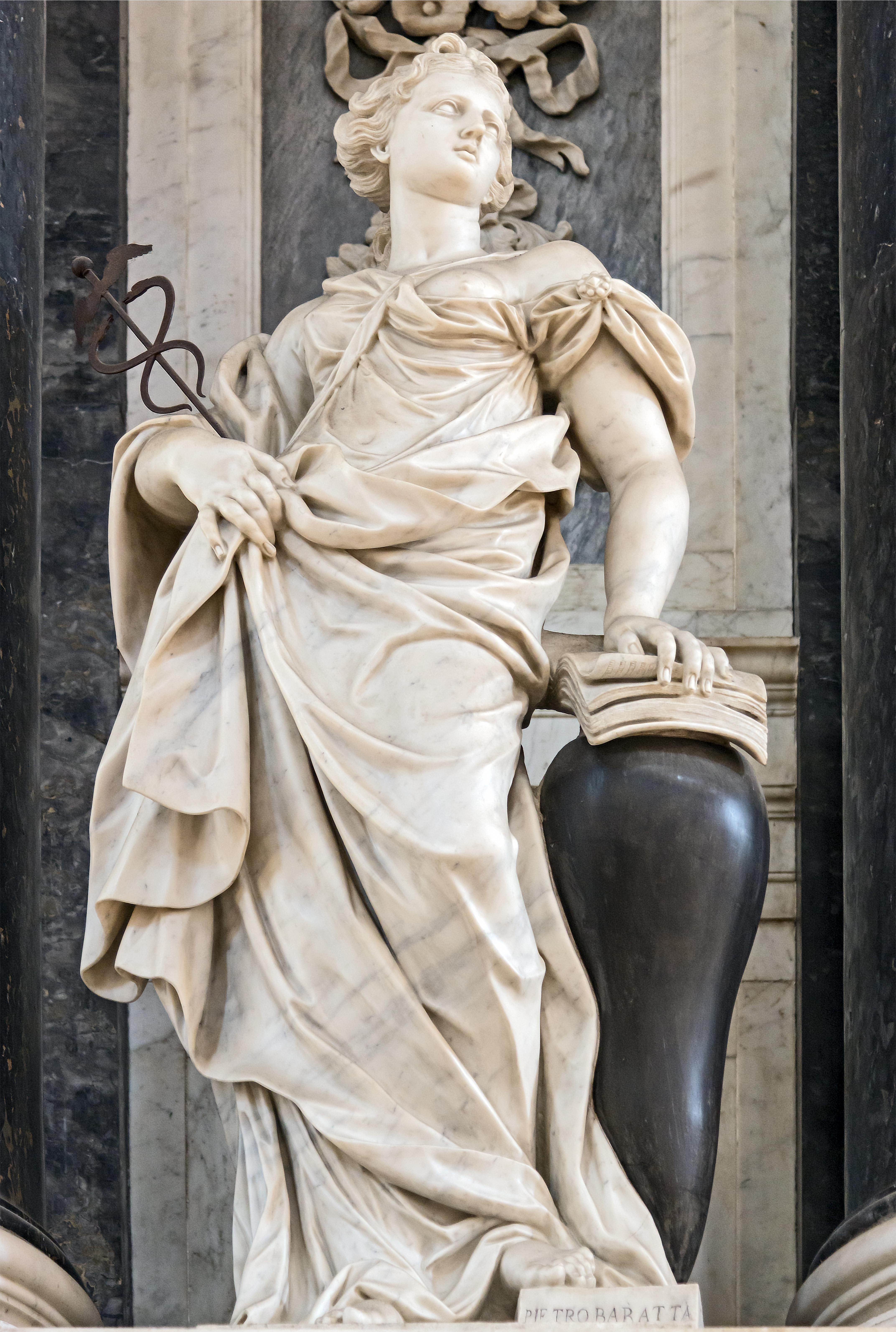
Allegoria della Saggezza, San Zanipolo, Venezia.
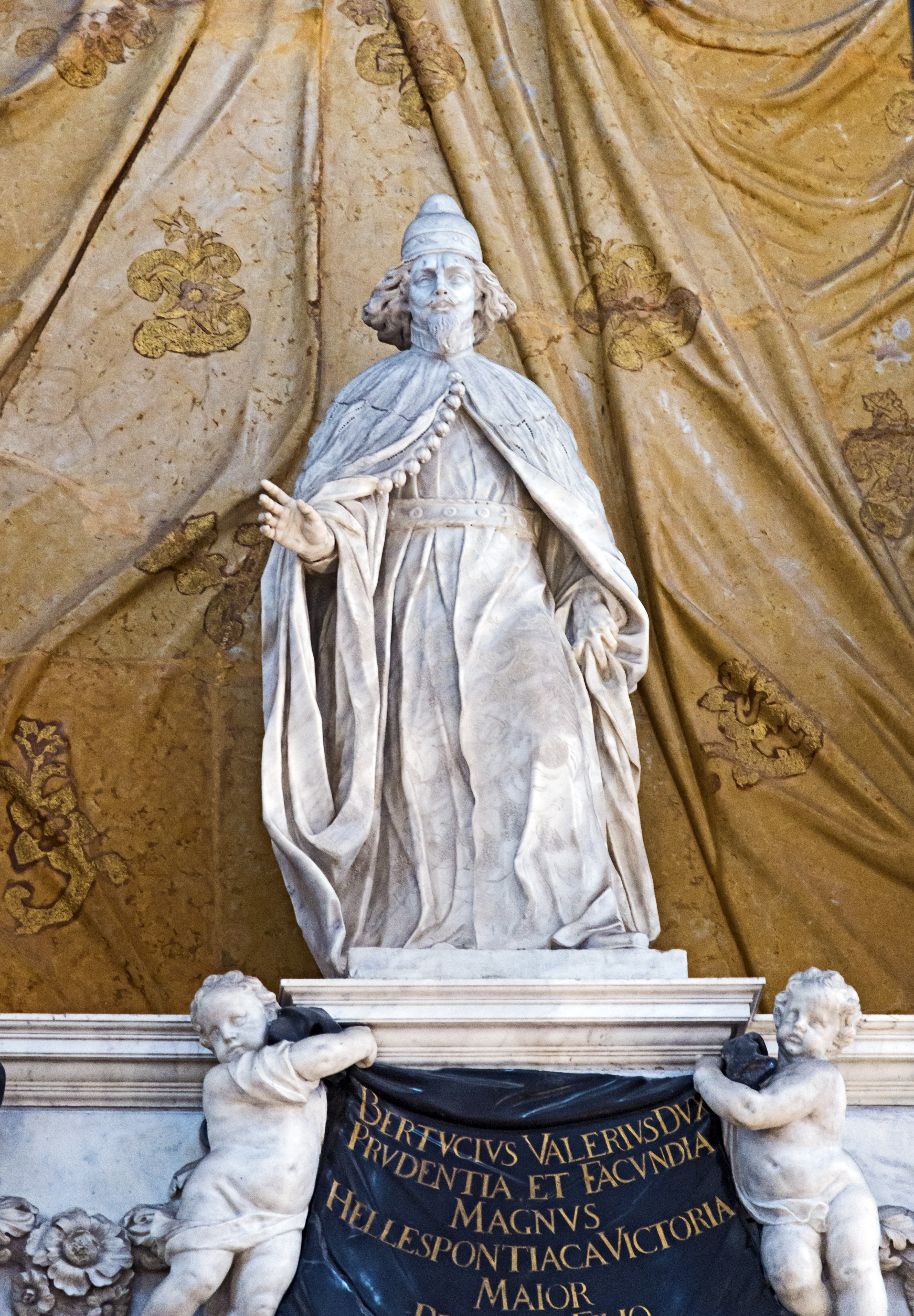
Bertuccio Valier, San Zanipolo, Venezia.
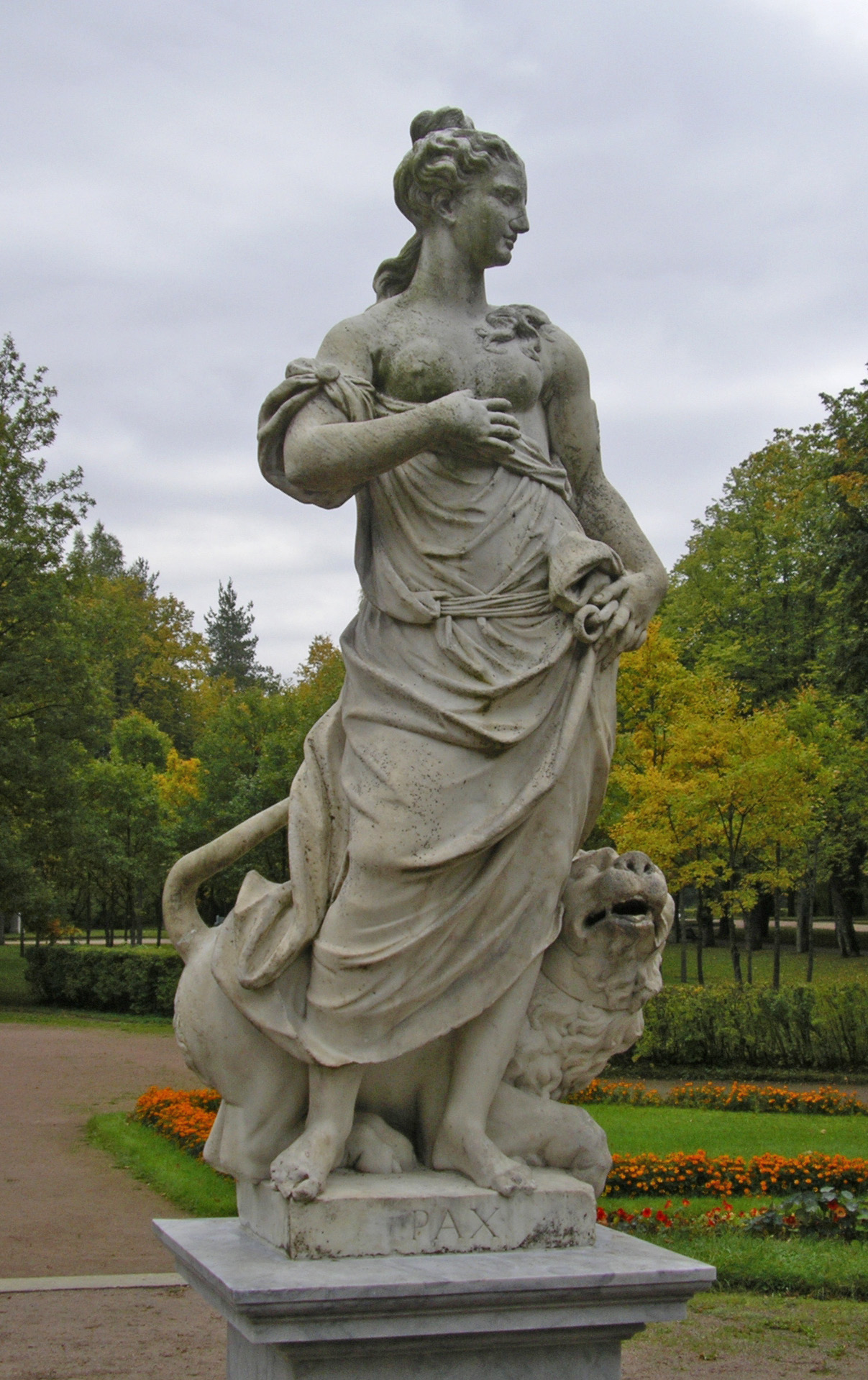
Allegoria della Pace a San Pietroburgo.